# Загайська Роксоляна Йосипівна
Роксоляна Йосипівна Загайська (нар. 16 липня 1962, Львів) — українська мисткиня, майстриня писанкарства та виробів з бісеру, письменниця, публіцистка та етнографка. Членкиня Національної спілки майстрів народного мистецтва та Національної спілки краєзнавців України.

## Життєпис
Народилася 16 липня 1962 року у місті Львові в родині службовців — батько Йосип Захарія, професор Львівської політехніки, мати Володимира, до шлюбу Герета, лікарка-терапевтка. 1979 року закінчила львівську спеціалізовану загальноосвітню школу № 8, а 1984 року — хіміко-технологічний факультет Львівського політехнічного інституту за спеціальністю «технологія скла і ситалів». Працювала інженеркою на закритих підприємствах Львова.
Вплив на розвиток творчих задатків мали художники Петро Головатий і Марта Іваницька, майстри/ні народної творчості Марія Калиняк, Зеновія Краковецька та Дмитро Пожоджук. Знайомство з Адріаною Огорчак та Ігорем Мельником породило довголітню співпрацю на ниві краєзнавства. Це проявилося, зокрема, в розробці екскурсійних маршрутів.
Член Національної спілки майстрів народного мистецтва і Національної спілки краєзнавців України. Учасниця обласних та всеукраїнських виставок з 1991 року. Делегатка двох міжнародних з'їздів писанкарів, секретарка III і IV Міжнародних з'їздів писанкарів (2007, 2008 років). Авторка низки статей про писанки та культорологічні проблеми.
Від 1997 року Роксоляна Загайська очолює бібліотеку та викладає на відділі «Реставрація творів мистецтва» у Львівському державному коледжі декоративного і ужиткового мистецтва імені Івана Труша.
Писанки, виконані майстринею, зберігаються у Львівському Національному музеї, у музеях Коломиї, Самбора та в приватних колекціях України, США, Німеччини.
Мешкає у Львові.

## Праці
- Писанка: традиції та модерний дискурс / упор. Р. Загайська; ред. В. Дудко. — Львів: Апріорі, 2009. — 163 с. — ISBN 978-966-2154-20-7.
- Личаківське передмістя та східні околиці Королівського столичного міста Львова / Ігор Мельник, Роксоляна Загайська. — Львів: Центр Європи, 2010. — 351 с. — (Львівські вулиці і кам'яниці; 4/4). — ISBN 978-966-7022-88-4.
- Личаківське передмістя та східні околиці Королівського столичного міста Львова / Ігор Мельник, Роксоляна Загайська. — Видання друге, змінене і доповнене. — Львів: Центр Європи, 2013. — 352 с. — (Львівські вулиці і кам'яниці; 4/4). — ISBN 978-966-464-002-9.
- Вітер в долонях: Книга проходів Личаківським цвинтарем. — Львів: Апріорі, 2017. — 416 с. — ISBN 978-617-629-367-5.

Авторка низки статей в Енциклопедії сучасної України.